# Sarah Nurse
Sarah Nurse (née le 4 janvier 1995 à Burlington, dans la  province de l'Ontario au Canada) est une joueuse canadienne de hockey sur glace qui évolue dans la ligue élite féminine en tant qu'attaquante. Elle remporte une médaille d'argent aux Jeux olympiques de Pyeongchang en 2018 et une médaille d'or aux Jeux de Pékin en 2022. Elle représente également son pays aux championnats du monde, remportant une médaille de bronze en 2019, une médaille d'argent en 2023 et deux médailles d'or en 2021 et 2022.  

## Biographie

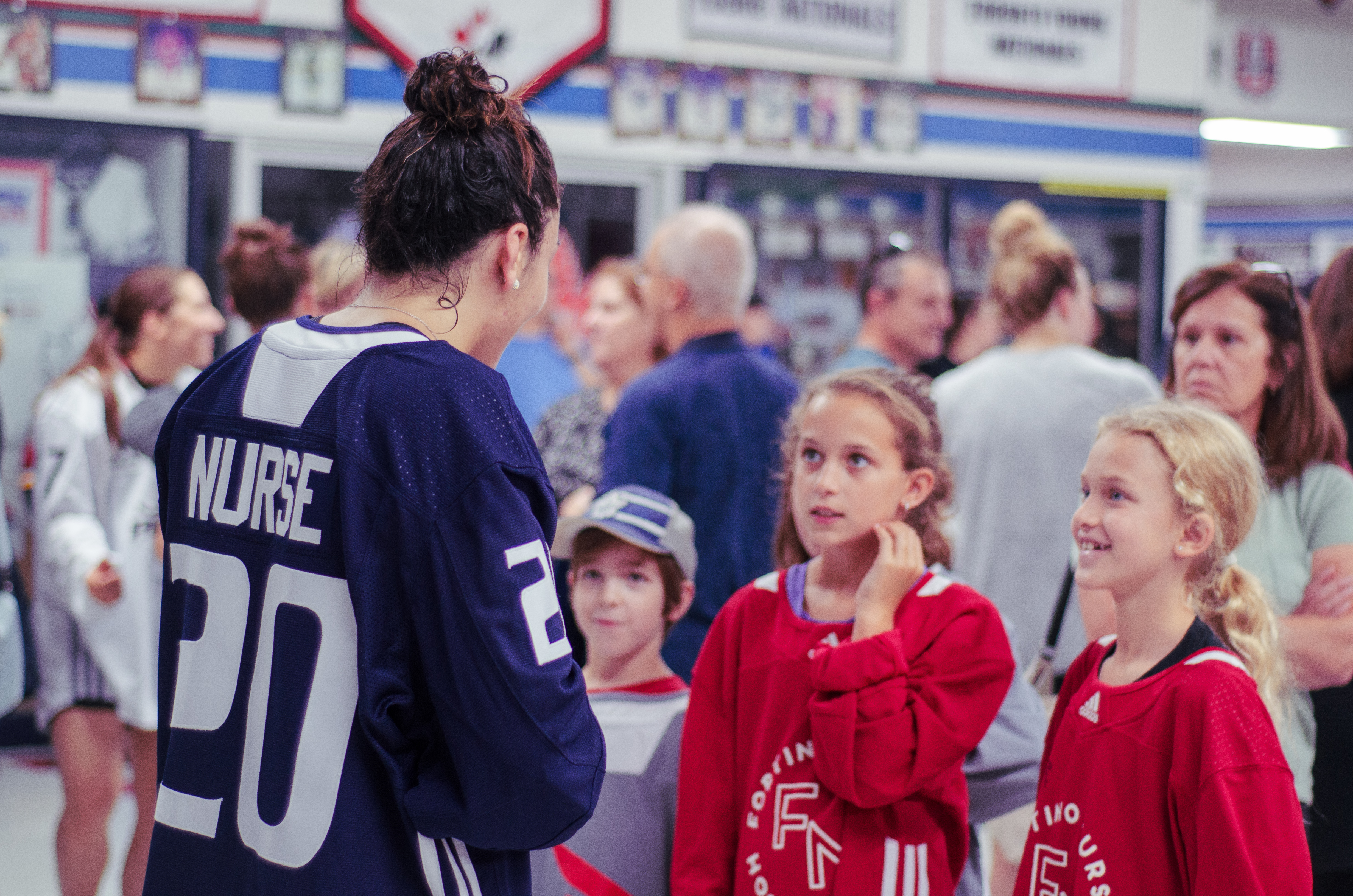
Nurse en 2019 lors d'une tournée de la PWHPA.

### En club
Sarah Nurse commence sa carrière universitaire avec les Badgers du Wisconsin pour la saison 2013-2014. Durant quatre années, elle participe au parcours de son équipe jusqu'au Frozen Four de la NCAA chaque fin de saison. Elle se fracture le poignet lors de la finale 2016 et ne touche pas de crosse pendant trois mois . Nurse est nommée dans l'équipe d'étoiles pour sa première et dernière année.  
Après son année de préparation olympique, elle est repêchée en 2018 par les Furies de Toronto en 2e position de la Ligue canadienne de hockey féminin. Elle joue sa première et unique saison en 2018-2019, au cours de laquelle elle est sélectionnée pour le match des étoiles de la LCHF et termine avec 26 points en 26 matchs . 
Faisant partie des hockeyeuses boycottant la saison 2019-2020 à la suite de la fermeture de l'unique ligue canadienne, elle ne joue pas mais est sélectionnée par la NHL pour le 65e match des étoiles dans l'épreuve du match féminine élite 3 contre 3. Elle joue des matchs en 2020 et 2021 avec la Professional Women's Hockey Players Association (PWHPA), organisation ayant pour but de former une ligue professionnelle féminine mais dont la progression a été ralentie par la pandémie de Covid-19. Elle fait maintenant partie de la LPHF, elle joue pour l'équipe de Toronto .

### Carrière internationale
Nurse est sélectionnée pour la première fois en équipe nationale en 2013, pour le championnat du monde des moins de 18 ans. Elle n'est pas rappelée avant 2015, à l'occasion de la Coupe des nations dans l'équipe de développement des moins de 22 ans. La même année, elle connait sa première sélection en équipe sénior pour la Coupe des quatre nations, qu'elle dispute également en 2017 et 2018. 
Nurse joue sa première compétition de grande ampleur aux Jeux olympiques 2018, où elle inscrit son premier but dans une victoire du Canada 2 à 1 face aux États-unis au tour préliminaire. En souvenir de cet instant décisif, le temple de la renommée récolte son maillot pour l'exposer .  Elle dispute son premier championnat du monde en 2019  où elle inscrit huit points, puis le second en 2021 qui lui permet de remporter une médaille d'or. 
Sélectionnée aux Jeux olympiques de Pékin 2022, Nurse est sacrée meilleure pointeuse du tournoi avec un total de 18 points et sélectionnée dans l'équipe type des médias , en plus de remporter sa première médaille d'or olympique.

### Vie personnelle
Nurse fait partie d'une famille de sportifs professionnels. Elle est cousine avec Darnell Nurse, joueur de hockey dans la LNH et Kia Nurse, joueuse de basket-ball dans la WNBA. Son oncle Donovan McNabb est un joueur de football américain qui a fait carrière dans la NFL tout comme son oncle Richard Nurse, qui a fait un passage dans la CFL. Son père Roger Nurse a lui représenté le Canada dans l'équipe nationale de crosse. 
Sarah Nurse est engagée sur les questions raciales, notamment par son point de vue d'enfant d'un couple mixte . Elle prend la parole sur ses réseaux sociaux puis dans plusieurs médias afin de mettre en avant le traitement du racisme dans le sport canadien, à la suite des événements américains liés à George Flyod . Elle publie un article prenant position dans The Athletic, parlant notamment de l'importance de la représentation . Par la suite, elle participe à une opération avec Mattel visant à améliorer celle-ci, avec la création d'une Barbie à son effigie et celle de Marie-Philip Poulin . Nurse remplace Liz Knox au comité d'administration de la PWHPA pour prendre en compte ces questions au sein de l'organisation .

## Statistiques

### En club
| Saison      | Équipe               | Ligue       |                            | Saison régulière           | Saison régulière           | Saison régulière           | Saison régulière           | Saison régulière           |                            | Séries éliminatoires       | Séries éliminatoires       | Séries éliminatoires       | Séries éliminatoires | Séries éliminatoires |
| Saison      | Équipe               | Ligue       | PJ                         | B                          | A                          | Pts                        | Pun                        | PJ                         | B                          | A                          | Pts                        | Pun                        |                      |                      |
| 2013-2014   | Badgers du Wisconsin | NCAA        | 38                         | 11                         | 10                         | 21                         | 2                          | -                          | -                          | -                          | -                          | -                          |                      |                      |
| 2014-2014   | Badgers du Wisconsin | NCAA        | 37                         | 15                         | 10                         | 25                         | 10                         | -                          | -                          | -                          | -                          | -                          |                      |                      |
| 2015-2016   | Badgers du Wisconsin | NCAA        | 36                         | 25                         | 13                         | 38                         | 10                         | -                          | -                          | -                          | -                          | -                          |                      |                      |
| 2016-2017   | Badgers du Wisconsin | NCAA        | 39                         | 25                         | 28                         | 53                         | 26                         | -                          | -                          | -                          | -                          | -                          |                      |                      |
| 2017-2018   | Canada               | AMHL        | 13                         | 2                          | 2                          | 4                          | 4                          | -                          | -                          | -                          | -                          | -                          |                      |                      |
| 2018-2019   | Furies de Toronto    | LCHF        | 26                         | 14                         | 12                         | 26                         | 16                         | 3                          | 1                          | 0                          | 1                          | 0                          |                      |                      |
| 2019-2020   | GTA West             | PWHPA       | Statistiques indisponibles | Statistiques indisponibles | Statistiques indisponibles | Statistiques indisponibles | Statistiques indisponibles | Statistiques indisponibles | Statistiques indisponibles | Statistiques indisponibles | Statistiques indisponibles | Statistiques indisponibles |                      |                      |
| 2020-2021   | Toronto              | PWHPA       | 4                          | 1                          | 4                          | 5                          | 6                          |                            |                            |                            |                            |                            |                      |                      |
| 2022-2023   | Team Adidas          | PWHPA       | Statistiques indisponibles | Statistiques indisponibles | Statistiques indisponibles | Statistiques indisponibles | Statistiques indisponibles | Statistiques indisponibles | Statistiques indisponibles | Statistiques indisponibles | Statistiques indisponibles | Statistiques indisponibles |                      |                      |
| Totaux NCAA | Totaux NCAA          | Totaux NCAA | 150                        | 76                         | 61                         | 137                        | 48                         |                            |                            |                            |                            |                            |                      |                      |
| Totaux LCHF | Totaux LCHF          | Totaux LCHF | 26                         | 14                         | 12                         | 26                         | 16                         | 3                          | 1                          | 0                          | 1                          | 0                          |                      |                      |

### En équipe nationale
| Année | Équipe          | Compétition                   |   | PJ | B  | A  | Pts | Pun | +/-                |  | Résultat |
| 2013  | Canada - 18 ans | Championnat du monde - 18 ans | 5 | 1  | 0  | 1  | 0   | +1  | Médaille d'or      |  |          |
| 2018  | Canada          | Jeux olympiques               | 5 | 1  | 0  | 1  | 4   | 0   | Médaille d'argent  |  |          |
| 2019  | Canada          | Championnat du monde          | 7 | 2  | 6  | 8  | 2   | +8  | Médaille de bronze |  |          |
| 2021  | Canada          | Championnat du monde          | 7 | 1  | 2  | 3  | 2   | +2  | Médaille d'or      |  |          |
| 2022  | Canada          | Jeux olympiques               | 7 | 5  | 13 | 18 | 4   | +19 | Médaille d'or      |  |          |
| 2022  | Canada          | Championnat du monde          | 7 | 2  | 2  | 4  | 8   | +1  | Médaille d'or      |  |          |
| 2023  | Canada          | Championnat du monde          | 7 | 4  | 4  | 8  | 6   | +8  | Médaille d'argent  |  |          |

## Honneurs personnels
- Sélectionnée dans l'équipe des recrues étoiles de la division WCHA.
- Meilleure pointeuse (18 points) et sélectionnée dans l'équipe d'étoiles aux Jeux olympiques de Pékin 2022 [7].
- participe au Match des étoiles de la LPHF en 2024